# 克里沃什因齊
49°44′37″N 29°29′36″E / 49.74361°N 29.49333°E
克里沃希因齊（烏克蘭語：Кривошиїнці）是位於烏克蘭北部的村莊，由基辅州白采爾克瓦區的斯克維拉市鎮負責管轄。該村始建於十七世紀，面積3.86平方公里，海拔高度222米，2001年人口1,183。